# Tipula (Vestiplex) scripta intermixta
Tipula (Vestiplex) scripta intermixta is een ondersoort van de tweevleugelige Tipula (Vestiplex) scripta uit de familie langpootmuggen (Tipulidae). De ondersoort komt voor in het Palearctisch gebied.